# Bbno$

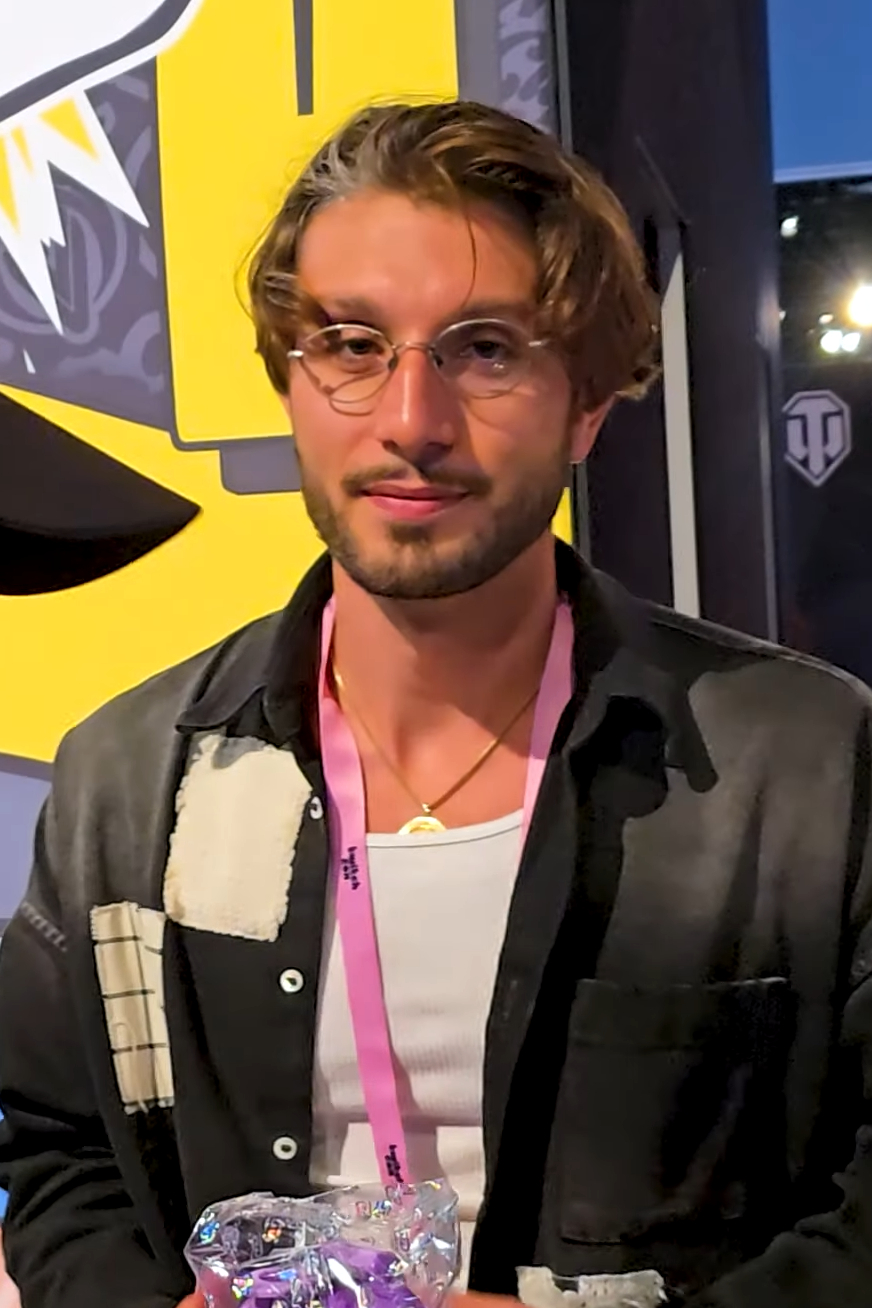
Bbno$ (2024)

bbno$ (* 30. Juni 1995 in Vancouver, British Columbia; eigentlich: Alexander Leon Gumuchian) ist ein kanadischer Rapper.

## Leben

### Kindheit und Jugend
Alexander Leon Gumuchian (Nachname: ɡəˈmuːtʃiən) wurde am 30. Juni 1995 in Vancouver, British Columbia, als Sohn eines armenischen Vaters und einer schweizerisch-dänischen Mutter geboren. Während der Highschool war er Sportschwimmer. Seine Mutter ermunterte ihn, sich musikalisch zu betätigen und bezahlte Klavierstunden. Schwierigkeiten hatte er jedoch mit der Musiktheorie, während er ein gutes Rhythmusgefühl entwickelte. Neben dem Klavier lernte er auch Djembé.

### Anfänge (2014–2016)
Seine Schwimmkarriere kam nach einer Rückenverletzung zum Erliegen. Während er sich von dieser erholte, begann er sich für Rapmusik und Musikproduktion zu interessieren. Er experimentierte mit GarageBand und gründete mit Freunden später die Broke Boy Gang. Unter dem Namen bbnomula lud er erste Musik auf SoundCloud hoch und bekam schnell eine Reihe von Followern. Unter anderem wurde er auch in China populär, wo die TFBoys zu seiner Musik performten. Sein Künstlername bbno$ wird als „Baby No Money“ ausgesprochen.

### Professionelle Musikkarriere (seit 2017)
2017 erschien seine erste EP Baby Gravy, eine Kollaboration mit Yung Gravy. Es folgte das Debütalbum BB Steps als Eigenproduktion. 2018 folgte mit der EP Whatever ein Kollabo mit So Loki. 2019 folgte sein zweites Studioalbum Recess, das von der gleichnamigen Disneyserie, im Deutschen Disneys Große Pause, beeinflusst war. Mit diesem, erneut selbstveröffentlichten Album, gelang ihm der Durchbruch. Einige Songs erreichten Millionen Streams auf Spotify, die Single Lala mit Y2K trendete auf Tinder, TikTok, Instagram und Craigslist. Die Single wurde in der Folge ein internationaler Hit und unter anderem in den USA mit dreimal Platin ausgezeichnet. Der Song wurde neben der Originalversion auch mit Features von Carly Rae Jepsen und Enrique Iglesias veröffentlicht, was noch zusätzlich zu seiner Popularität beitrug.
Das dritte Studioalbum I Don't Care at All erschien am 7. November 2019. 2020 folgte das Kollaboalbum Baby Gravy 2 mit Yung Gravy über Republic Records. 2020 war er außerdem bei den Juno Awards in den Kategorien Juno Fan Choice Award und Breakthrough Artist of the Year nominiert. 2021 gelang ihm sein nächster Hit mit der Single Edamame featuring Rich Brian. Es folgten weitere Alben und Singles. Eat Ya Veggies von 2023 brachte ihm Einträge in den Albencharts ein und war in Finnland und Norwegen erfolgreich. Baby Gravy wurde 2023 mit einem dritten Teil fortgesetzt.
2025 wurde er mit dem Juno Fan Choice Award ausgezeichnet.

## Diskografie

### Alben
- 2018: BB Steps (Selbstverlag)
- 2019: Recess (Selbstverlag)
- 2019: I Don’t Care at All (Selbstverlag)
- 2020: Good Luck Have Fun (Selbstverlag)
- 2021: Eat Ya Veggies (Selbstverlag)
- 2022: Bag or Die (Selbstverlag)

### Kollaboalben
- 2017: Baby Gravy (EP, mit Yung Gravy)
- 2018: Whatever (EP, mit So Loki)
- 2018: Babydrip (EP, mit SwuM)
- 2020: Baby Gravy 2 (mit Yung Gravy)
- 2023: Baby Gravy 3 (mit Yung Gravy)

### EPs
- 2021: My Oh My

### Singles
- 2019: Lalala (mit Y2K und mit Y2K feat. Carly Rae Jepsen & Enrique Iglesias)
- 2019: Bad Boy (mit Yung Bae & Billy Marchiafava)
- 2019: Slop
- 2019: Shining on My Ex (mit Yung Gravy; US: Gold)
- 2019: Iunno (mit Yung Gravy)
- 2019: Whip a Tesla (mit Yung Gravy; US: Gold)
- 2020: Welcome to Chilis (mit Yung Gravy; US: Gold)
- 2020: Off the Goop (mit Yung Gravy und Cuco)
- 2020: Out of Control (mit ceo@business.net and Lentra)
- 2020: Mememe (mit Lentra)
- 2020: What Would Baby Do? (mit Lentra)
- 2020: Bad Boy (mit Yung Bae & Max)
- 2020: Astrology (mit Lentra)
- 2020: Jack Money Bean (mit Yung Gravy and Lentra)
- 2020: Imma (mit Lentra)
- 2020: Backwards (mit Lentra)
- 2020: WaWaWa (mit Y2K)
- 2020: 0ffline (Thasup feat. Bbno$)
- 2021: Help Herself (mit Diamond Pistols oder mit Diamond Pistols and BENEE)
- 2021: Bad to the Bone (mit Lentra)
- 2021: Wussup (mit Yung Gravy)
- 2021: Edamame (feat. Rich Brian; US: Gold)
- 2021: Take a Trip (mit ceo@business.net and Jungle Bobby)
- 2021: Yoga (feat. Rebecca Black)
- 2022: Mathematics
- 2022: Piccolo
- 2022: Sophisticated
- 2022: C’est la Vie (mit Yung Gravy & Rich Brian)
- 2022: Touch Grass (mit Yung Gravy)
- 2023: Still
- 2023: Ushme Uturbe (mit Kalush Orchestra & Ditvak)
- 2023: It Happens (mit Little Big)
- 2024: We Are Not the Same (mit Marcus & Martinus)
- 2024: Pho’real (mit Anh Phan & Low G)
- 2024: Submissive & Breedable (mit Smosh)
- 2024: Lil’ Freak
- 2024: It Boy
- 2024: Two
- 2024: Meant to Be
- 2025: Check
- 2025: Antidepressants
- 2025: Boom
- 2025: 1-800

## Auszeichnungen für Musikverkäufe
| Goldene Schallplatte - Belgien - 2019: für die Single Lalala - Dänemark - 2020: für die Single Lalala - 2023: für die Single Edamame - Italien - 2024: für die Single Edamame - Neuseeland - 2024: für die Single Help Herself - 2024: für das Album Eat Ya Veggies Platin-Schallplatte - Italien - 2019: für die Single Lalala - 2021: für die Single 0ffline - Portugal - 2021: für die Single Lalala - Spanien - 2024: für die Single Lalala | 2× Platin-Schallplatte - Australien - 2020: für die Single Lalala - Neuseeland - 2021: für die Single Lalala - 2024: für die Single Edamame - Polen - 2021: für die Single Lalala 3× Platin-Schallplatte - Mexiko - 2021: für die Single Lalala 5× Platin-Schallplatte - Kanada - 2020: für die Single Lalala - 2024: für die Single Edamame Diamantene Schallplatte - Frankreich - 2024: für die Single Lalala |

Anmerkung: Auszeichnungen in Ländern aus den Charttabellen bzw. Chartboxen sind in ebendiesen zu finden.
| Land/RegionAuszeichnungen für Musikverkäufe (Land/Region, Auszeichnungen, Verkäufe, Quellen) | Silber  | Gold       | Platin       | Diamant  | Verkäufe  | Quellen             |
| -------------------------------------------------------------------------------------------- | ------- | ---------- | ------------ | -------- | --------- | ------------------- |
| Australien (ARIA)                                                                            | —       | —          | 2× Platin2   | —        | 140.000   | aria.com.au         |
| Belgien (BRMA)                                                                               | —       | Gold1      | —            | —        | 20.000    | ultratop.be         |
| Dänemark (IFPI)                                                                              | —       | 2× Gold2   | —            | —        | 90.000    | ifpi.dk             |
| Deutschland (BVMI)                                                                           | —       | Gold1      | —            | —        | 200.000   | musikindustrie.de   |
| Frankreich (SNEP)                                                                            | —       | —          | —            | Diamant1 | 333.333   | snepmusique.com     |
| Italien (FIMI)                                                                               | —       | Gold1      | 2× Platin2   | —        | 170.000   | fimi.it             |
| Kanada (MC)                                                                                  | —       | —          | 10× Platin10 | —        | 800.000   | musiccanada.com     |
| Mexiko (AMPROFON)                                                                            | —       | —          | 3× Platin3   | —        | 180.000   | amprofon.com.mx     |
| Neuseeland (RMNZ)                                                                            | —       | 2× Gold2   | 4× Platin4   | —        | 150.000   | radioscope.co.nz    |
| Polen (ZPAV)                                                                                 | —       | —          | 2× Platin2   | —        | 40.000    | olis.pl             |
| Portugal (AFP)                                                                               | —       | —          | Platin1      | —        | 10.000    | Einzelnachweise     |
| Spanien (Promusicae)                                                                         | —       | —          | Platin1      | —        | 60.000    | elportaldemusica.es |
| Vereinigte Staaten (RIAA)                                                                    | —       | 4× Gold4   | 3× Platin3   | —        | 5.000.000 | riaa.com            |
| Vereinigtes Königreich (BPI)                                                                 | Silber1 | Gold1      | —            | —        | 600.000   | bpi.co.uk           |
| Insgesamt                                                                                    | Silber1 | 12× Gold12 | 28× Platin28 | Diamant1 |           |                     |